# Maria Vetsera

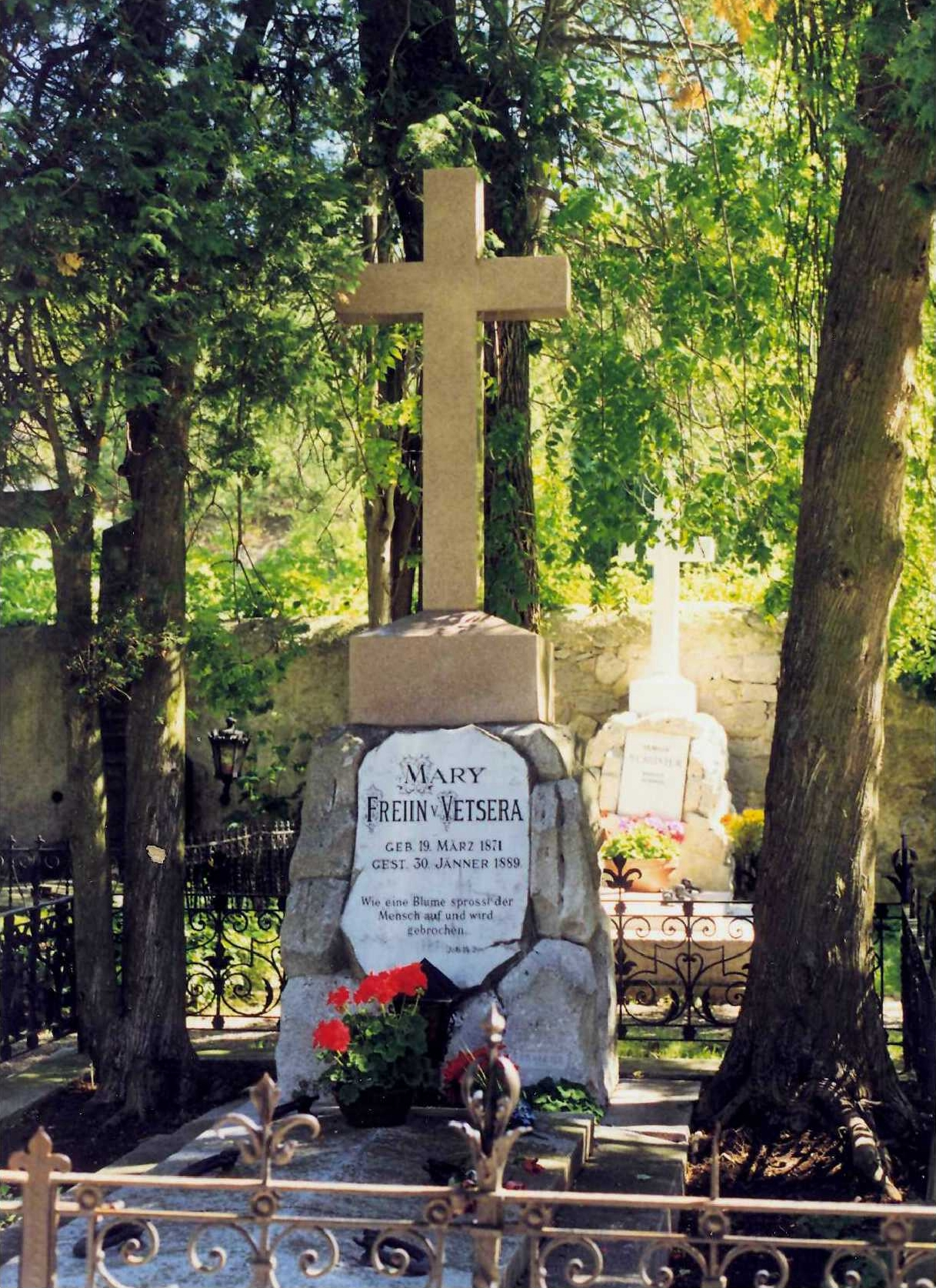
Heiligenkreuz, grób kochanki arcyksięcia Rudolfa – Mary von Vetsera

Maria Vetsera, niem. Marie Alexandrine, Freiin von Vetsera, przez rodzinę zwana Mary (ur. 19 marca 1871, zm. 30 stycznia 1889) – baronówna, córka barona Albina Vetsery, dyplomaty na dworze austriackim, i jego żony, baronowej Heleny Vetsery (urodzonej jako Helena Baltazzi).
Była kochanką arcyksięcia Rudolfa Habsburga i prawdopodobnie popełniła wraz z nim samobójstwo 30 stycznia 1889 w zamku myśliwskim w Mayerling.

## Znajomość z arcyksięciem Rudolfem Habsburgiem
12 kwietnia 1888 roku Maria była na wyścigach konnych we Freudenau w Prater i tam spotkała arcyksięcia Rudolfa. Rudolf wziął ją na przechadzkę i dał jej mały prezent. Hrabina Maria Larisch (1856–1940), córka księcia Ludwika, najstarszego brata cesarzowej Elżbiety, pomogła dostać się Marii na salony, do arcyksięcia Rudolfa.
W styczniu 1889 roku znajomość z arcyksięciem przekształciła się w namiętny romans, który był znany wielu, łącznie z cesarzem Franciszkiem Józefem. Pod koniec stycznia Rudolf miał poważną sprzeczkę z cesarzem prawdopodobnie o jego romans z młodą baronówną.
Początkowo arcyksiążę Rudolf wybrał na towarzyszkę ostatnich chwil swoją wieloletnią kochankę, prostytutkę, Mizzi Kaspar. Jednak ta odmówiła popełnienia z nim samobójstwa. Po odmowie Mizzi arcyksiążę zaczął poszukiwania nowej kandydatki, z którą mógłby zakończyć życie. Wówczas poznał Marię. Stefania, żona Rudolfa, tak pisała o romansie jej męża i Marii: Maria Vetsera? Kim była Maria Vetsera? Jedną z wielu. Noc przed swoją śmiercią w Mayerlingu Rudolf spędził ze znaną wiedeńską prostytutką Mizzi Kaspar!.
Rudolf podarował Marii żelazny pierścień z wygrawerowanymi dużymi literami: I.L.V.B.I.D.T. – („In Liebe vereint bis in den Tod”), co w tłumaczeniu na język polski znaczy: Związani miłością aż do śmierci. Baronówna zaś ofiarowała mu złotą papierośnicę i kazała na niej wygrawerować: 13 stycznia 1889. Dzięki przeznaczeniu.

## Śmierć
29 stycznia 1889 roku arcyksiążę Rudolf i Maria udali się do pałacu myśliwskiego w Mayerling, znajdującego się 30 kilometrów od Wiednia. Dwoje kochanków znaleziono martwych następnego ranka. Marię Vetserę zabrano po kryjomu z Mayerlingu i pochowano na pobliskim cmentarzu Heiligenkreuz.
Skandal z tymi tajemniczymi wydarzeniami nazwano „Tragedią w Mayerling”.

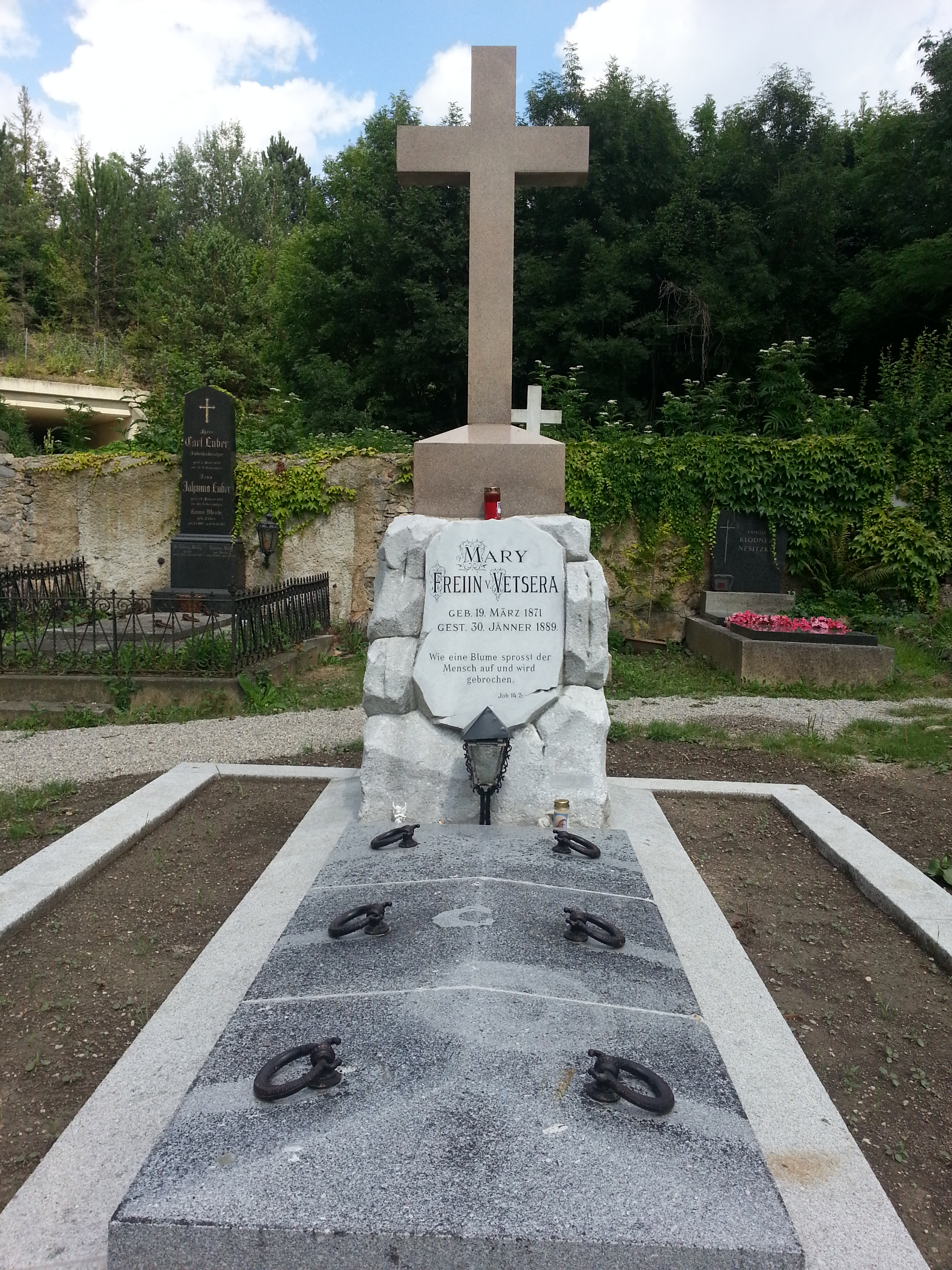
Grób Mary Vetsery (2014) na cmentarzu Heiligenkreuz w Dolnej Austrii

## Pośmiertnie
31 lipca 2015 roku ukazała się w Austrii informacja prasowa o odnalezieniu w sejfie prywatnego Banku Schoeller pożegnalnych listów Marii Vetsery z roku 1889. Dr Sylvia Linc, archiwistka Banku Schoeller, przeglądając dokumenty archiwalne natrafiła na skórzaną teczkę, która zawierała różne świadectwa, listy oraz fotografie rodziny Vetsera. Do momentu odnalezienia teczki sądzono, że dokumenty te zostały zniszczone. Teczkę zdeponowała w banku nieznana osoba w roku 1926. Dokumenty zostały na stałe wypożyczone Bibliotece Narodowej w Wiedniu.
Teczka zawierała oryginalne listy pożegnalne Marii Vetsery do matki Heleny, siostry Hanny i brata Feri, które znajdowały się w kopercie zalakowanej pieczęcią księcia Rudolfa.